# Маршалл, Дэвид
Дэ́вид Джеймс Ма́ршалл (англ. David James Marshall; род. 5 марта 1985, Глазго) — шотландский футболист, Выступал за сборную Шотландии.
В ходе плей-офф отборочной компании Евро-2020 отразил решающие удары в сериях пенальти против Израиля и Сербии, что помогло сборной квалифицироваться на первый крупный турнир с 1998-о года.

## Клубная карьера
Воспитанник футбольной школы клуба «Селтик». Многим любителям футбола известен тем, что 25 марта 2004 года отразил пенальти Роналдиньо в матче Кубка УЕФА между «Селтиком» и «Барселоной». Этот отражённый пенальти позволил «Селтику» выйти в следующий раунд соревнования.
Первый матч за «Норвич Сити» Дэвид провёл против «Блэкпула». 4 июля 2007 года «Норвич» подписал контракт с Маршаллом, выкупив его у «Селтика». Сумма трансфера составила 1 млн фунтов.
12 мая 2009 года после вылета «Норвича» из чемпионата Футбольной лиги за 500 тысяч фунтов перешёл в «Кардифф Сити». Маршалл с ноября 2011 года пропустил только один матч чемпионата Англии. В сезоне 2013/14 на его счету 88 сэйвов — больше, чем у любого другого вратаря английской премьер-лиги. 6 февраля 2014 года продлил контракт до 2018 года.
В январе 2022 года перешел из «Дерби Каунти» в «Куинз Парк Рейнджерс». Закрепиться в новом клубе Дэвиду помешала травма подколенного сухожилия, и по окончании годичного контракта он покинул команду.
В мае 2022 года вратарь подписал двухлетний контракт с шотландским «Хибернианом». В декабре того же года отметился тем, что отбил два пенальти в матче против «Ливингстона». Всего провёл за «Хибс» 89 матчей во всех турнирах, 39 раз выводил команду на поле в качестве капитана, 22 матча закончил без пропущенных голов. 
По окончании сезона 2023/24 объявил о завершении игровой карьеры и занял в клубе должность менеджера по технической эффективности. 

## Карьера в сборной
19 мая 2021 года был включён в официальную заявку сборной Шотландии для участия в матчах чемпионата Европы 2020 года, а также в товарищеских матчах против сборных Нидерландов и Люксембурга (2 и 6 июня 2021 года соответственно).